# Charles Cabot

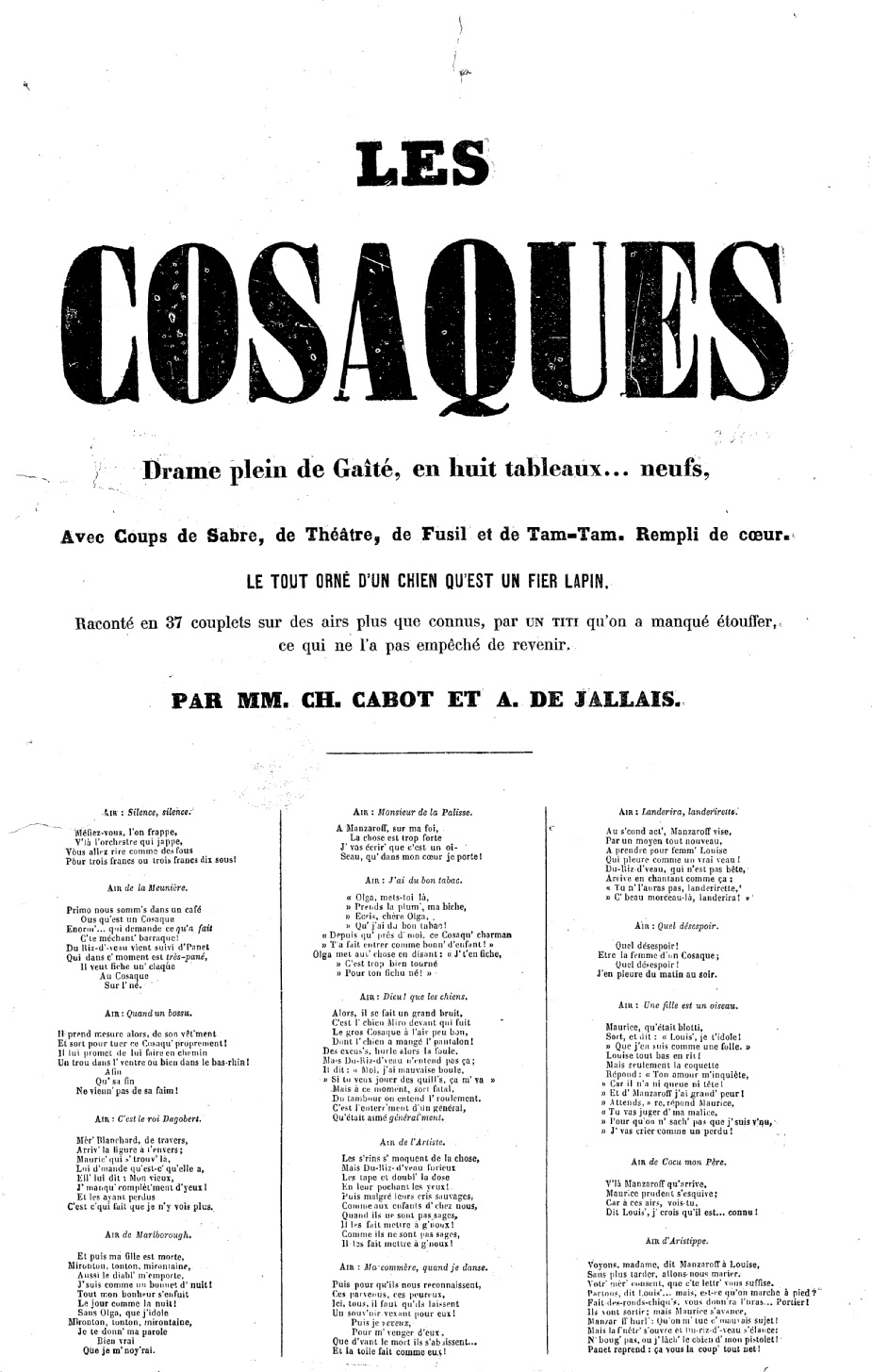
Les Cosaques, drame en 8 tableaux, de Charles Cabot et Amédée de Jallais, 1857 (page de titre)

Charles Antoine Cabot, né à Paris en 1806 et mort le 12 février 1886 dans le 11e arrondissement de Paris, est un auteur dramatique, chansonnier et écrivain français.

## Biographie
D'abord acteur aux théâtres de la Gaîté, des Nouveautés, de l'Ambigu, du Cirque et de la Porte Saint-Martin (1837-40), il devient régisseur au Théâtre historique et du Théâtre de la Gaîté (1847) puis régisseur général du Châtelet (1863-1874). Ses pièces ont été représentées sur les plus grandes scènes parisiennes du XIXe siècle.

## Œuvres
- Catastrophe épouvantable arrivée au puisatier Giraud et à son compagnon Jala, avec de Jallais, 1854
- La Corde du pendu, vaudeville en 2 actes, avec de Jallais et Édouard Cadol, 1854
- La Mauvaise aventure d'une pauvre parfumeuse, avec de Jallais, 1854
- Sous un bec de gaz, scène de la vie nocturne, avec de Jallais et Léon Lelarge, 1854
- Nicodème sur la terre, vaudeville en 1 acte, avec de Jallais, 1855
- Jacqueline Doucette, vaudeville en 1 acte, avec de Jallais, 1855
- Le Médecin sans enfants, ou le don Juan de Vincennes et ce qu'on perd quand on a une paire de pères, parodie en 2 tableaux, avec de Jallais, 1855
- L'Envoyé de Dieu, 1856
- Mon ami l'habit vert, vaudeville en 1 acte, avec Théodore Barrière, 1857
- Roger Bontemps à la représentation de la Fausse adultère, avec de Jallais, 1857
- Les Cosaques, drame en 8 tableaux, avec Amédée de Jallais, 1857
- Une aventure sous Louis XV, vaudeville en 1 acte, 1858
- Les Deux Barbes, vaudeville en 1 acte, 1858
- Un monsieur qui a la vue basse, vaudeville en 1 acte, 1858
- Madame Croquemitaine, ou les Souterrains de la Roche-Noire, vaudeville en 3 actes, avec Henri de Kock, 1859
- L'Histoire d'un drapeau racontée par un zouave, complainte en trop de couplets, avec de Jallais, 1860
- Les Chinois au Châtelet, parodie burlesque sur la prise de Pékin, 1862
- Les Aventures de Mandrin, drame historique et fantastique, 1865
- Les Malheurs d'un homme heureux, vaudeville en 1 acte, 1865
- La Béquille du diable boiteux, 1866
- Les Aventures merveilleuses de Gulliver, 1867
- La Chambre ardente, histoire de la Marquise de Brinvilliers, la célèbre empoisonneuse, 1868
- La Chatte blanche, 1869
- Les Compagnons de la Marjolaine, 1869
- Patrie ! ou le Passé, le présent et l'avenir, stances en l'honneur du centième anniversaire de Napoléon Ier, et de la fête de S. M. Napoléon III. La Reine des anges, cantate en l'honneur du 15 août, 1869
- Mignonne, comédie en 1 acte, 1871
- La Légende de Cendrillon ou les égarements d'une pantoufle, 1873
- Allez à Saint-Honoré les Bains, 1881
- François les Bras Bleus, opéra comique en trois actes, 1883
- Chansons et monologues, non daté